# Feldkirch (Alto Reno)
Feldkirch é uma comuna francesa na região administrativa de Grande Leste, no departamento Alto Reno. Estende-se por uma área de 4,22 km². Em 2010 a comuna tinha 1 015 habitantes (densidade: 240,5 hab./km²).